# Reithmühle
Die Reithmühle westlich von Steinegg, einer Katastralgemeinde der Gemeinde Altenburg in Niederösterreich, liegt am linken Ufer des Kamps. Sie wurde erstmals 1281 urkundlich erwähnt. Ursprünglich befand sich hier die Ansiedlung Reith (auch Reuth), die aber bereits 1569 mit vier verödeten Hofstellen genannt wird. Der Ort wurde um 1200 mit Pelegrinus de Reute als Ansitz eines Ritters erwähnt. Diese standen die mit den Freien von Fuglau in enger Beziehung und schienen bis etwa 1500 urkundlich auf. Die Mühle wurde 1582 zum Freigut erhoben und unter ständig wechselnden Besitzern bis 1920 betrieben. Graf Kufstein ließ die Mühle in ein Kleinwasserkraftwerk umbauen und konnte damit 20 Orte mit Elektrizität versorgen. Das Kraftwerk wurde von der NEWAG noch bis 1958 betrieben. Neben den ehemaligen Wehranlagen sticht heute noch das verfallende Haupthaus ins Auge, ein wuchtiger, zweigeschoßiger Bau.